# Stefan Wallin
Stefan Erik Wallin (1 de junio de 1967, Vaasa, Finlandia) es un político finlandés de habla sueca. Fue Ministro de Cultura y Deporte de Finlandia en el gabinete de Matti Vanhanen 2007-2011, Ministro de Defensa en el gabinete de Jyrki Katainen 2011-2012 y miembro del Parlamento 2007-2019.

## Biografía
Wallin nació en Vaasa y estudió en la Universidad Åbo Akademi en Turku, donde se graduó con una Maestría en Ciencias Sociales. Trabajó como reportero para el periódico Vasabladet de 1989 a 1993 antes de actuar como asistente de investigación para el Partido Popular de Suecia. Se desempeñó como Asesor Especial sucesivamente para los Ministros de Transporte, Asuntos Europeos y Comercio Exterior, Interior y Defensa de 1994 a 2000. 
Fue Subdirector Jefe y escritor líder del periódico Åbo Underrättelser de 2000 a 2005. Luego se desempeñó como Secretario de Estado del Ministro de Medio Ambiente de 2005 a 2007. 
Wallin fue nombrado Ministro de Medio Ambiente y Ministro del Ministerio de Asuntos Exteriores responsable de la cooperación nórdica por el presidente Tarja Halonen el 29 de diciembre de 2006. Sucedió a Jan-Erik Enestam, quien también fue el predecesor de Wallin como presidente del Partido Popular Sueco. El 22 de junio de 2011 fue nombrado ministro de Defensa. Renunció al cargo en 2012, cuando fue sucedido por Carl Haglund como ministro de Defensa, así como el presidente del partido. 
El 14 de junio de 2016, Wallin fue elegido presidente del grupo parlamentario sueco, después de que la anterior presidenta, Anna-Maja Henriksson, hubiera sido elegida como líder del partido. En febrero de 2018, Wallin anunció que no participaría en las elecciones parlamentarias de 2019. En abril de 2019, poco después de las elecciones parlamentarias, Wallin fue anunciado como el nuevo CEO de Milton Networks.